# 小木逸平
小木 逸平（こぎ いっぺい、1974年5月14日 - ）は、テレビ朝日のエグゼクティブアナウンサー。

## 来歴
埼玉県新座市出身。埼玉県立浦和西高等学校、中央大学文学部哲学科卒業。大学時代、落語研究会で活動。 大学3年時に、学生落語選手権で優勝。
1998年、テレビ朝日入社。同年10月より、ワイド!スクランブルの特報サイト担当として出演を開始。
その後の仕事内容については#出演を参照のこと。

## 出演
報道・情報ワイドショー番組
| 期間       | 期間      | 番組名                        | 担当内容                                 |
| ---------- | --------- | ----------------------------- | ---------------------------------------- |
| 1998年10月 | 2007年3月 | ワイド!スクランブル           | 特報サイト担当                           |
| 2007年4月  | 2011年3月 | スーパーモーニング            | 総合司会                                 |
| 2011年4月  | 2015年3月 | スーパーJチャンネル           | 平日レポーター兼渡辺宜嗣の代行キャスター |
| 2011年10月 | 2015年3月 | サンデースクランブル          | MC                                       |
| 2012年10月 | 2015年3月 | ポータル ANNニュース&スポーツ | ニュース担当キャスター                   |
| 2015年4月  | 2017年9月 | ワイド!スクランブル           | 第2部MC                                  |
| 2016年4月  | 2020年9月 | 週刊ニュースリーダー          | 進行役                                   |
| 2017年10月 | 2018年9月 | ワイド!スクランブル           | 水～金曜日第2部MC                        |
| 2017年10月 | 2020年9月 | サンデーLIVE!!                | 東京サブキャスター担当                   |
| 2018年10月 | 2020年5月 | 報道ステーション              | 金曜日メインキャスター                   |
| 2020年6月  | 2021年9月 | 報道ステーション              | 月～水曜日メインキャスター               |
| 2020年10月 | 2024年9月 | サンデーステーション          | メインキャスター                         |
| 2021年10月 | 現在      | 報道ステーション              | 月～木曜日メインキャスター               |

その他
- 人生、歌がある（BS朝日、2020年4月4日・11日、進行役）
- 人生の楽園（2024年11月16日 - 、ナレーション） - 西田敏行の死去に伴う代役として[5]

### 映画
- 映画ドラえもん 新・のび太と鉄人兵団 〜はばたけ 天使たち〜（マンティス役） - 声の出演として

## 特技、趣味など
- 趣味・特技  - 料理、飲酒、海釣り（よく太刀魚を釣りに行く[6]）、競馬、落語、筋トレ[3][7]。料理のレパートリーはラザニアなど[3]。
- 資格・免許  - 小型船舶四級。

## 家族など
- 双子の姉がいる。
- 2002年7月に結婚し、2004年4月に長女、2006年6月に長男、2009年に次女が誕生し3児の父親[3]。